# Мадагаскар 2
«Мадагаскар 2», в оригіналі «Мадагаскар 2: Втеча до Африки» (англ. Madagascar: Escape 2 Africa) — мультфільм 2008 року, створений студією DreamWorks Animation. Стрічка присвячена пам'яті актора Берні Мака (1957—2008), що помер за три місяці до прем'єри.

## Сюжет
Повне небезпек життя на Мадагаскарі не виправдало очікувань звиклих до комфорту Нью-йоркського зоопарку тварин — лева Алекса, зебри Марті, жирафа Мелмана і бегемотихи Глорії, тому друзі вирішують втекти з острова. Завдяки випадку всю компанію заносить до Африки, де Алекс зустрічає свою сім'ю, з якою він був розлучений у дитинстві. Несподівано для себе він розуміє, що після життя в зоопарку у нього значно менше спільного з родичами, ніж йому хотілося би.

## Український дубляж
| Персонаж (оригінальне ім'я)                   | Оригінальне озвучення | Український дубляж  |
| --------------------------------------------- | --------------------- | ------------------- |
| Алакей (Alex)                                 | Бен Стіллер           | Дмитро Вікулов      |
| Марті (Marty)                                 | Кріс Рок              | Максим Печериця     |
| Ґлорія (Gloria)                               | Джада Пінкетт-Сміт    | Катерина Сергеєва   |
| Мельман (Melman)                              | Девід Швіммер         | Андрій Самінін      |
| Король Джуліан XIII Самопроголошений (Julien) | Саша Барон Коен       | Анатолій Зіновенко  |
| Шкіпер (Skipper)                              | Том МакГрат           | Дмитро Лінартович   |
| Зуба (Zuba)                                   | Берні Мак             | Микола Боклан       |
| Мама Алекса (Mom)                             | Шеррі Шепард          | Лариса Руснак       |
| Макунґа (Makunga)                             | Алек Болдвін          | Олександр Ігнатуша  |
| Мото Мото (Moto Moto)                         | Вілл Ай Ем            | Борис Георгієвський |
| Моріс (Maurice)                               | Седрік «Розважальник» | Дмитро Гарбуз       |
| Ковальський (Kowalski)                        | Кріс Міллер           | Сергій Малюга       |
| Рядовий (Private)                             | Крістофер Найтс       | Микола Кашеїда      |
| Нана (Nana)                                   | Еліза Ґабріеллі       | Наталія Надірадзе   |
| Браконьєр 1 (Poacher 1)                       | Фред Татаскіор        | Костянтин Таран     |
| Браконьєр 2 (Poacher 2)                       | Ерік Дарнелл          | Остап Ступка        |

Фільм дубльовано студією «Постмодерн» у 2008 році.
- Перекладач і автор синхронного тексту — Олекса Негребецький
- Режисер дубляжу — Костянтин Лінартович

## Касові збори
Під час показу в Україні, що розпочався 30 жовтня 2008 року, протягом перших вихідних фільм демонстрували на 92 екранах, що дозволило йому зібрати 1 974 417 $ і посісти перше місце в кінопрокаті того тижня. Фільм опустився на другу сходинку українського кінопрокату наступного тижня, хоча досі демонструвався на 92 екранах і зібрав за ті вихідні ще 671 212 $. Загалом фільм в кінопрокаті України пробув 10 тижнів і зібрав 3 626 871 $, посівши друге місце серед найбільш касових фільмів 2008 року.

## Цікаві факти
- Перед початком роботи над мультфільмом, команда аніматорів здійснила поїздку до Африки.
- Загальний час рендеринга склало більше 30 000 000 годин процесорного часу, що, в разі використання для цієї мети одного однопроцесорного комп'ютера, зайняло б понад 3 400 років.
- У фільмі присутні будівлі Всесвітнього торгового центру.
- Родимка на лапі Алекса за формою нагадує материк Африка. До того ж якщо придивитися, можна помітити там і Мадагаскар. До цього моменту (а також у першій частині мультфільму) плями на лапі не було.
- Схожість зебр — алюзія на відому раситську приказку «Усі негри на одне лице». Кріс Рок, що озвучив зебру Марті — афроамериканець.
- В оригіналі (оскільки will.i.am також є репером), французькому і російському дубляжах гіпопотама Мото-мото озвучують репери: у французькому — репер Дуду Маста, в російській — репер Серьога. А у фінському прокаті Мото-Мото дублював фронтмен гурту HIM Вілле Вало.